# Haplopsebium kolibaci
Haplopsebium kolibaci är en skalbaggsart som beskrevs av Holzschuh 2006. Haplopsebium kolibaci ingår i släktet Haplopsebium och familjen långhorningar.
Artens utbredningsområde är Sri Lanka. Inga underarter finns listade i Catalogue of Life.